# نولان منقاري
نولان منقاري (الاسم العلمي:Nolana rostrata) هو نوع نباتي يتبع جنس النولان من فصيلة الباذنجانية.